# Gejza Medrický
Gejza Medrický (12. listopadu 1901 Banská Bystrica – 2. března 1989 Bratislava) byl slovenský politik za HSĽS.

## Biografie

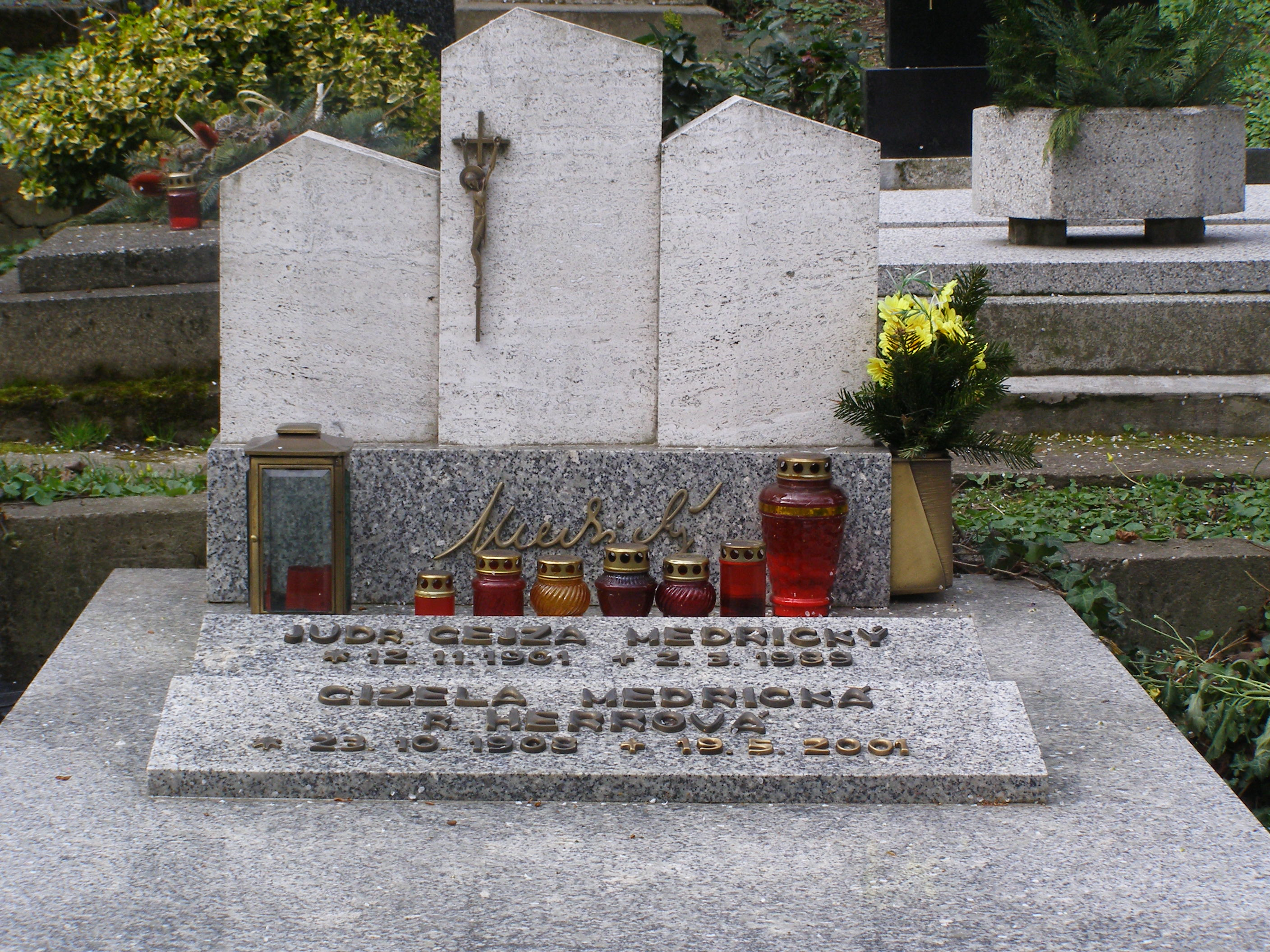
Hrob Gejzy Medrického

V prosinci 1938 byl zvolen do slovenského sněmu. V letech 1939-1945 působil jako ministr hospodářství Slovenského státu. Je autorem knihy Minister spomína.
18. června 1945 se československý velvyslanec v USA Vladimír Hurban oficiálně obrátil na vládu Spojených států amerických s žádostí o vydání některých válečných zločinců z řad exponentů slovenského státu. Mezi nimi byl i Medrický.